# مارغريت مايو (روائية)
مارغريت مايو (بالإنجليزية: Margaret Mayo)‏ (7 فبراير 1936، ستافوردشاير في المملكة المتحدة)؛ روائية بريطانية.